# Team Sunweb (Frauenradsport)/Saison 2019
Dieser Artikel listet den Kader und die Erfolge des UCI Women’s Teams Sunweb in der Straßenradsport-Saison 2019.

## Mannschaft
| Teamkader 2019                    | Teamkader 2019     | Teamkader 2019         | Teamkader 2019                        |
| Name                              | Geburtsdatum       | Land                   | Vorheriges Team                       |
| --------------------------------- | ------------------ | ---------------------- | ------------------------------------- |
| Susanne Andersen                  | 23. Juli 1998      | Norwegen               | Hitec Products-Birk Sport (2018)      |
| Lucinda Brand                     | 2. Juli 1989       | Niederlande            | Rabo Liv Women (2016)                 |
| Janneke Ensing (1. Jan.–31. Mai)  | 21. September 1986 | Niederlande            | Alé Cipollini (2018)                  |
| Pfeiffer Georgi                   | 27. September 2000 | Vereinigtes Königreich | Jadan Weldtite (2018)                 |
| Leah Kirchmann                    | 30. Juni 1990      | Kanada                 | Optum-Kelly Benefit Strategies (2015) |
| Franziska Koch (1. Aug.–31. Dez.) | 13. Juli 2000      | Deutschland            |                                       |
| Juliette Labous                   | 4. November 1998   | Frankreich             | VC Morteau Montbenoit (2016)          |
| Liane Lippert                     | 13. Januar 1998    | Deutschland            |                                       |
| Floortje Mackaij                  | 18. Oktober 1995   | Niederlande            |                                       |
| Pernille Mathiesen                | 5. Oktober 1997    | Dänemark               | Virtu Cycling Women (2017)            |
| Coryn Rivera                      | 26. August 1992    | Vereinigte Staaten     | UnitedHealthcare Women's Team (2016)  |
| Julia Soek                        | 12. Dezember 1990  | Niederlande            | Sengers (2013)                        |
|                                   |                    |                        |                                       |
| Quelle: UCI                       |                    |                        |                                       |

## Erfolge
| Siege    | Siege                                                                 | Siege                  | Siege  | Siege            | Siege |
| Datum    | Rennen                                                                | Staat                  | Klasse | Siegerin         |       |
| -------- | --------------------------------------------------------------------- | ---------------------- | ------ | ---------------- | ----- |
| 25. Feb. | Omloop van het Hageland                                               | Belgien                | 1.1    | Ellen van Dijk   |       |
| 4. Mär.  | Omloop van de Westhoek-Memorial Stive Vermaut                         | Belgien                | 1.2    | Floortje Mackaij |       |
| 28. Mär. | Dwars door Vlaanderen                                                 | Belgien                | 1.1    | Ellen van Dijk   |       |
| 28. Mai  | Lotto Thüringen Ladies Tour, 1. Etappe                                | Deutschland            | 2.1    | Coryn Rivera     |       |
| 14. Jun. | The Women’s Tour, 2. Etappe                                           | Vereinigtes Königreich | 2.WWT  | Coryn Rivera     |       |
| 17. Jun. | The Women’s Tour, Gesamtwertung                                       | Vereinigtes Königreich | 2.WWT  | Coryn Rivera     |       |
| 21. Jun. | Canada National Road Cycling Championships - Women ITT                | Kanada                 | CN     | Leah Kirchmann   |       |
| 24. Jun. | US-amerikanische Meisterschaften, Straßenrennen der Frauen            | Vereinigte Staaten     | CN     | Coryn Rivera     |       |
| 30. Jun. | Deutsche Meisterschaften im Straßenradsport, Straßenrennen der Frauen | Deutschland            | CN     | Liane Lippert    |       |
| 5. Jul.  | Tour de Feminin - Krásná Lípa, 1. Etappe                              | Tschechien             | 2.2    | Floortje Mackaij |       |
| 6. Jul.  | Giro d'Italia Women, 1. Etappe                                        | Italien                | 2.WWT  | Sunweb           |       |
| 7. Jul.  | Tour de Feminin - Krásná Lípa, 4. Etappe                              | Tschechien             | 2.2    | Floortje Mackaij |       |
| 10. Jul. | Giro d'Italia Women, 5. Etappe                                        | Italien                | 2.WWT  | Ruth Edwards     |       |
| 8. Aug.  | European Road Cycling Championships - Women ITT                       | Vereinigtes Königreich | CC     | Ellen van Dijk   |       |
| 16. Aug. | Ladies Tour of Norway, TTT                                            | Norwegen               | 1.WWT  | Sunweb           |       |
| 7. Sep.  | Belgium Tour, Gesamtwertung                                           | Belgien                | 2.1    | Liane Lippert    |       |
| 7. Sep.  | Belgium Tour, 3. Etappe                                               | Belgien                | 2.1    | Liane Lippert    |       |
| 14. Sep. | Tour Cycliste Féminin International de l’Ardèche, 3. Etappe           | Frankreich             | 2.1    | Ruth Edwards     |       |
| 15. Sep. | Madrid Challenge by La Vuelta, 1. Etappe                              | Spanien                | 2.WWT  | Sunweb           |       |
| 16. Sep. | Madrid Challenge by La Vuelta, Gesamtwertung                          | Spanien                | 2.WWT  | Ellen van Dijk   |       |
| 17. Sep. | Tour Cycliste Féminin International de l’Ardèche, 6. Etappe           | Frankreich             | 2.1    | Ruth Edwards     |       |